# M&M's

M&M's

M&M's sunt niște bomboane colorate rotunde, umplute cu cremă de ciocolată , arahide, migdale, caramel etc. produse de Mars Incorporated. 
M&M's își au originea în Statele Unite în 1941, iar în prezent sunt vândute în peste 100 de țări. Mai mult de 400 de milioane de bomboane M&M's sunt produse zilnic în Statele Unite.

## Legături externe
- Site oficial
- The History of M&M's Chocolates Arhivat în 10 septembrie 2008, la Wayback Machine. la us.mms.com